# AKO Literatuurprijs
AKO Literatuurprijs är ett nederländskt litteraturpris som instiftades 1987 och är uppkallat efter den nederländska kioskkedjan Amsterdamsche Kiosk Onderneming. Priset består av 50 000 euro, samt en statyett av Eugène Peters. Tillkännagivandet samt prisutdelningsceremonin direktsänds i nederländsk tv. Priset är jämte Libris Literatuur Prijs och Gouden Uil ett av Belgiens och Nederländernas mest prestigefyllda.
2012 delades AKO Literatuurprijs ut för tjugosjätte gången.

## Vinnare
- 1987 – J. Bernlef - Publiek geheim (sv. övers. "En offentlig hemlighet", Norstedts 1989)
- 1988 – Geerten Meijsing - Veranderlijk en wisselvallig
- 1989 – Brigitte Raskin - Het koekoeksjong
- 1990 – Louis Ferron - Karelische nachten
- 1991 – P.F. Thomése - Zuidland
- 1992 – Margriet de Moor - Eerst grijs dan wit dan blauw
- 1993 – Marcel Möring - Het grote verlangen
- 1994 – G.L. Durlacher - Quarantaine
- 1995 – Connie Palmen - De vriendschap
- 1996 – Frits van Oostrom - Maerlants wereld
- 1997 – A.F.Th. van der Heijden - Onder het plaveisel het moeras
- 1998 – Herman Franke - De verbeelding
- 1999 – Karel Glastra van Loon - De Passievrucht
- 2000 – Arnon Grunberg - Fantoompijn (sv. övers. "Fantomsmärtan", Bromberg 2002)
- 2001 – Jeroen Brouwers - Geheime kamers
- 2002 – Allard Schröder - De hydrograaf
- 2003 – Dik van der Meulen - Multatuli: leven en werk van Eduard Douwes Dekker
- 2004 – Arnon Grunberg - De asielzoeker
- 2005 – Jan Siebelink - Knielen op een bed violen
- 2006 – Hans Münstermann - De Bekoring
- 2007 – A.F.Th. van der Heijden - Het schervengericht
- 2008 – Doeschka Meijsing  - Over de liefde
- 2009 – Erwin Mortier - Godenslaap
- 2010 – David van Reybrouck - Congo, een geschiedenis (sv. övers. "Kongo - en historia", Natur & Kultur 2012)
- 2011 – Marente de Moor - De Nederlandse maagd
- 2012 – Peter Terrin - Post mortem
- 2013 – Joke van Leeuwen - Feest van het begin
- 2014 – Stefan Hertmans – Oorlog en terpentijn
- 2015 – Jeroen Brouwers - Het hout
- 2016 – Martin Michael Driessen - Rivieren
- 2017 – Koen Peeters - De mensengenezer
- 2018 – Tommy Wieringa - De heilige Rita[1]
- 2019 – Wessel te Gussinklo - De hoogstapelaar (fiction); Sjeng Scheijen - De avant-gardisten. De Russische Revolutie in de kunst, 1917-1935 (non-fiction)
- 2020 – Oek de Jong - Zwarte schuur
- 2021 – Wessel te Gussinklo - Op weg naar De Hartz
- 2022 – Anjet Daanje - Het lied van ooievaar en dromedaris
- 2023 – Jan Vantoortelboom - Mauk
- 2024 – Esther Gerritsen - Gebied 19'